# Jasienica (gromada w powiecie ostrowskim)
Jasienica – dawna gromada, czyli najmniejsza jednostka podziału terytorialnego Polskiej Rzeczypospolitej Ludowej w latach 1954–1972.
Gromady, z gromadzkimi radami narodowymi (GRN) jako organami władzy najniższego stopnia na wsi, funkcjonowały od reformy reorganizującej administrację wiejską przeprowadzonej jesienią 1954 do momentu ich zniesienia z dniem 1 stycznia 1973, tym samym wypierając organizację gminną w latach 1954–1972.
Gromadę Jasienica z siedzibą GRN w Jasienicy utworzono – jako jedną z 8759 gromad na obszarze Polski – w powiecie ostrowskim w woj. warszawskim, na mocy uchwały nr VI/10/11/54 WRN w Warszawie z dnia 5 października 1954. W skład jednostki weszły obszary dotychczasowych gromad Chmielewo, Dąbrowa, Jasienica, Jasienica Parcele, Kalinowo Parcele(), Nieskórz i Smolechy ze zniesionej gminy Jasienica w tymże powiecie. Dla gromady ustalono 22 członków gromadzkiej rady narodowej.
31 grudnia 1959 do gromady Jasienica przyłączono obszar zniesionej gromady Ruskołęki Stare (bez wsi Ruskołęki Nowe i Ruskołęki Parcele), a także wieś Ugniewo ze znoszonej gromady Biel w tymże powiecie.
1 stycznia 1969 do gromady Jasienica włączono obszar zniesionej gromady Kalinowo w tymże powiecie.
Gromada przetrwała do końca 1972 roku, czyli do kolejnej reformy gminnej.